# Hohe Straße 14 (Quedlinburg)

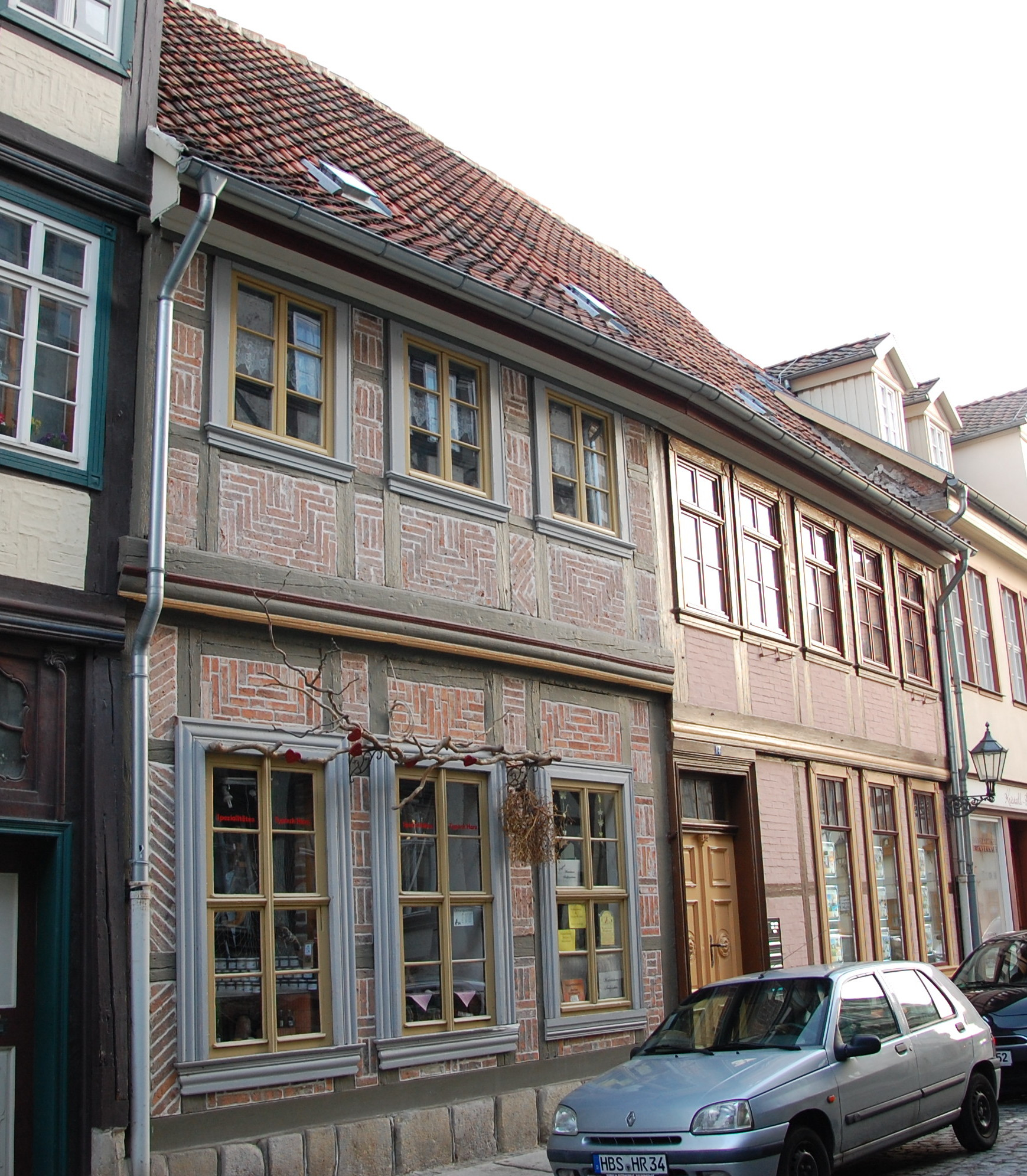
Haus Hohe Straße 14

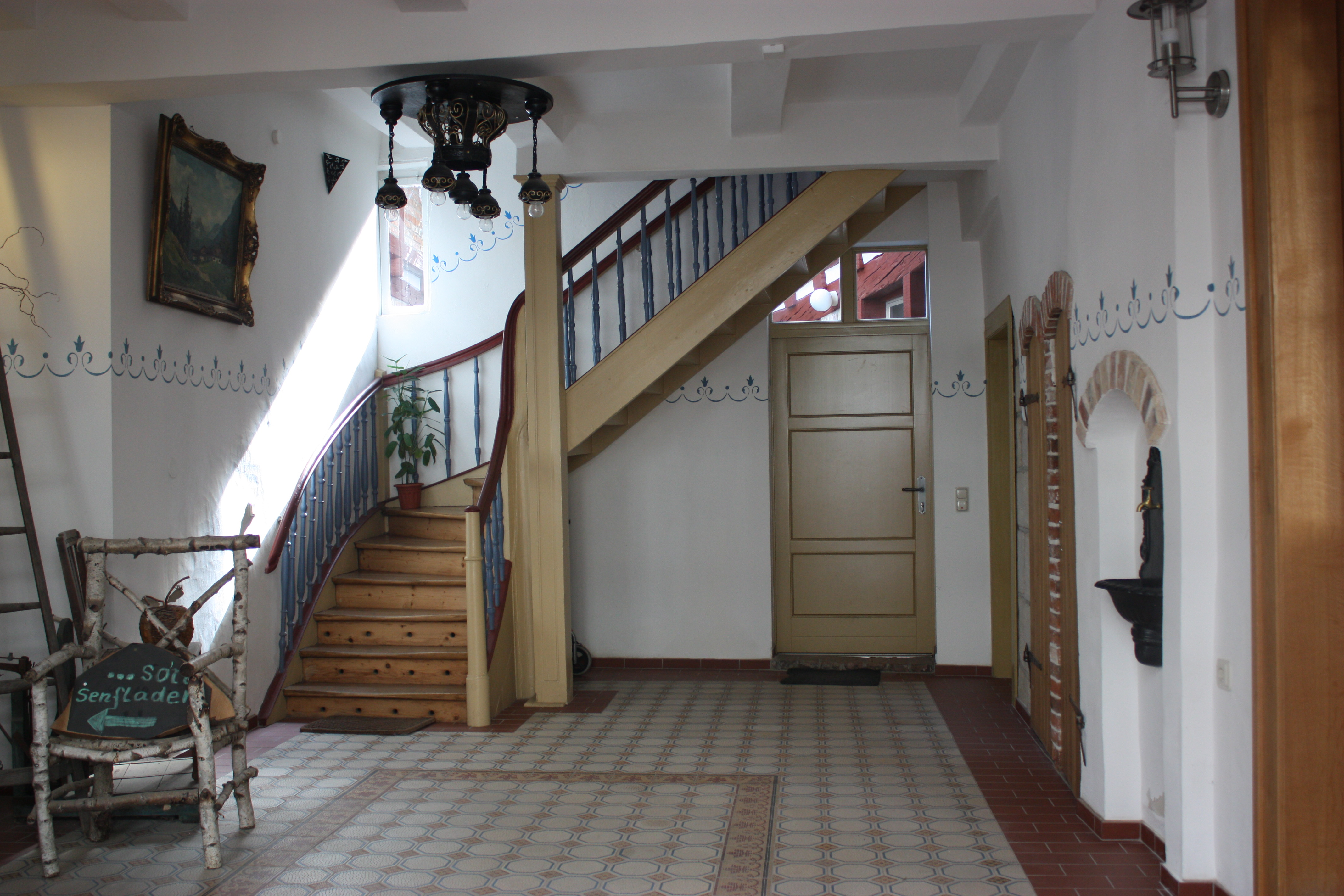
Innenraum im Haus Hohe Straße 14

Das Haus Hohe Straße 14 ist ein denkmalgeschütztes Gebäude in der Stadt Quedlinburg in Sachsen-Anhalt.

## Lage
Es befindet sich im Stadtgebiet westlich des Quedlinburger Marktplatzes und gehört zum UNESCO-Weltkulturerbe. Nördlich schließt sich das gleichfalls denkmalgeschützte Haus Hohe Straße 13, südlich das Haus Hohe Straße 15 an.

## Architektur und Geschichte
Das zweigeschossige Fachwerkhaus ist im Denkmalverzeichnis Quedlinburgs als Bürgerhof eingetragen. Das Vorderhaus der Hofanlage besteht aus zwei Gebäudeteilen. Der nördliche Teil entstand in der Zeit des Barock um 1760. Die Fachwerkfassade ist mit einer Profilbohle und Zierausmauerungen der Gefache verziert. Der sich südlich anschließende Gebäudeteil entstand um 1820 oder wurde in dieser Zeit erneuert. In der Gestaltung orientiert sich der Bau am Nordteil. Hofseitig besteht ein zweigeschossiger, im 18. Jahrhundert entstandener Flügel.